# Króksfjall
Króksfjall är en kulle i republiken Island. Den ligger i regionen Suðurland, 210 km öster om huvudstaden Reykjavík. Toppen på Króksfjall är 427 meter över havet.
Trakten runt Króksfjall är nära nog obefolkad, med mindre än två invånare per kvadratkilometer. Det finns inga samhällen i närheten. Trakten runt Króksfjall består i huvudsak av gräsmarker.